# Sport elettronici

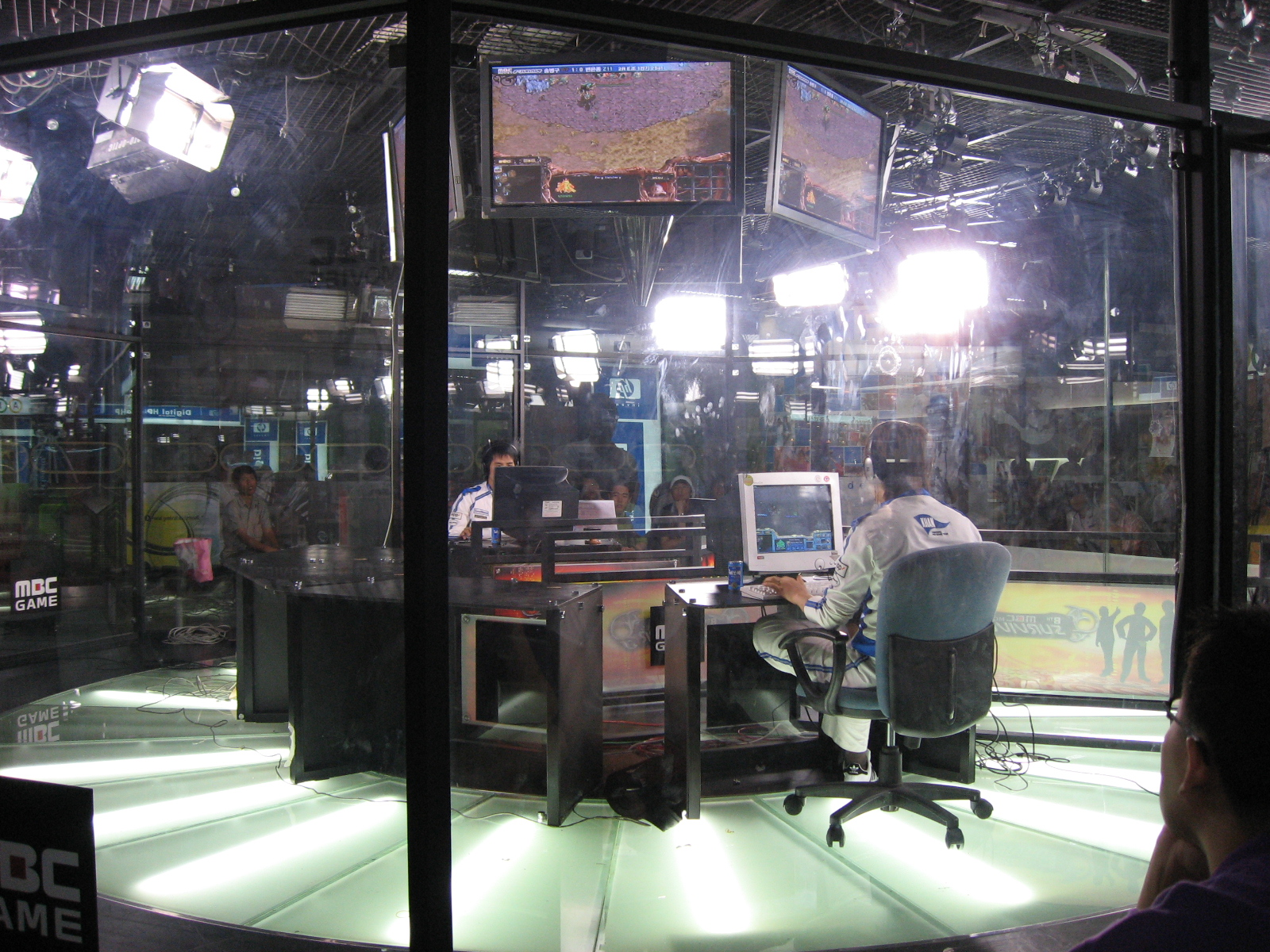
Partita di StarCraft trasmessa dal canale televisivo sudcoreano MBCGame

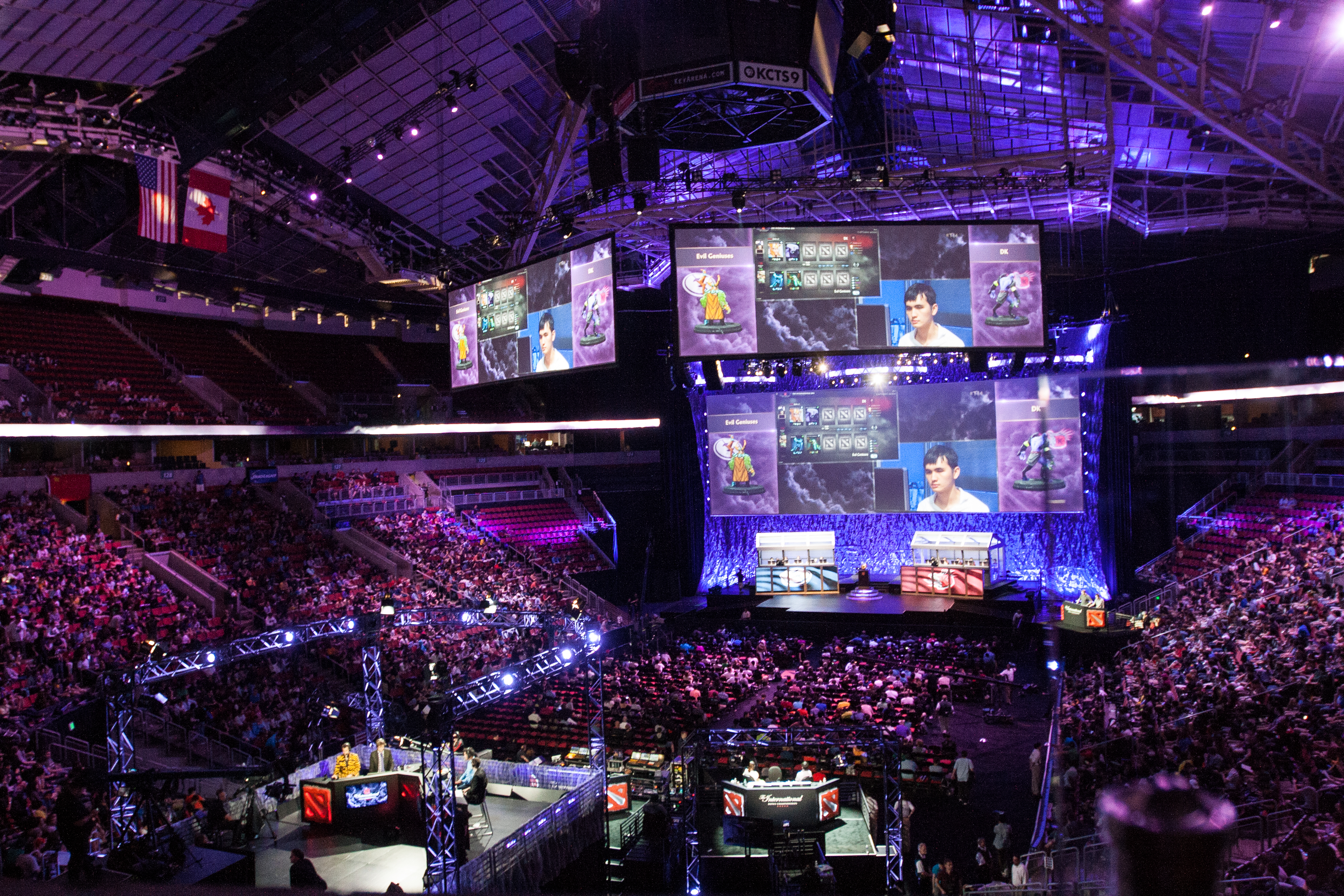
The International, torneo annuale di Dota 2 presso la KeyArena di Seattle

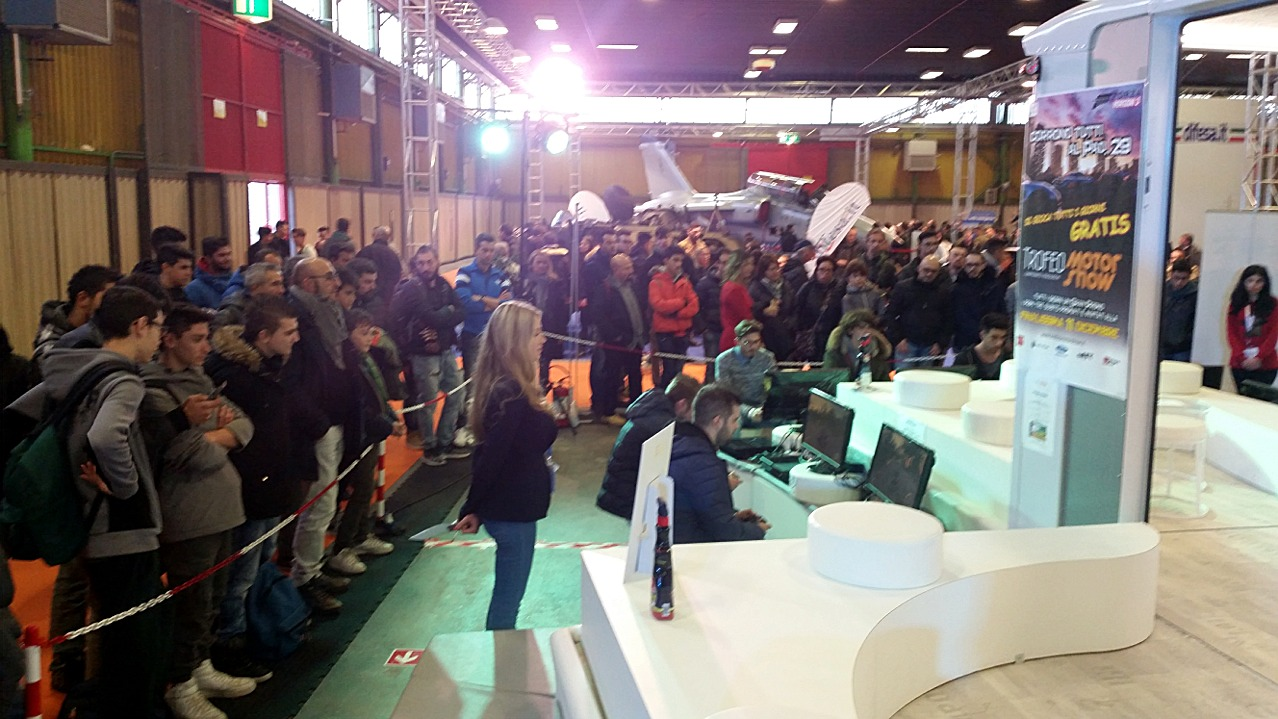
Fasi finali del Trofeo Motor Show 2016 in Fiera di Bologna.

Gli sport elettronici, anche chiamati con l'abbreviazione inglese esport, e-sport o eSport (da electronic sports), sono le competizioni di videogiochi di livello agonistico e professionistico.
I giochi che ne fanno parte solitamente sono multigiocatore, sebbene sia possibile anche competere con giochi a giocatore singolo, cercando di ottenere il maggior punteggio. I generi più comuni sono strategici in tempo reale (RTS), picchiaduro, sparatutto in prima persona (FPS), massively multiplayer online (MMO), giochi di guida e MOBA. Sono giocati competitivamente a livello amatoriale, semiprofessionistico e professionistico. Vengono organizzati campionati e tornei, sia online che dal vivo.
I tornei in diretta sono organizzati come qualunque altro evento sportivo, con arbitri e commentatori specializzati nello specifico gioco, mentre le fasi di qualifica si tengono spesso con i giocatori in collegamento a distanza tramite piattaforme di rete. Tra le competizioni internazionali più note vi sono il World Cyber Games, l'Electronic Sports World Cup, il DreamHack ed i diversi tornei annuali organizzati dalla ESL (originariamente Electronic Sports League) e MLG (Major League Gaming).

## Storia
La prima competizione organizzata di videogiochi di cui si abbia conoscenza fu un piccolo torneo di Spacewar! svolto il 19 ottobre 1972 all'Università di Stanford con una ventina di partecipanti, sponsorizzato da Rolling Stone che offrì come primo premio un abbonamento annuale alla rivista.
In Giappone nel 1974 fu organizzato il torneo nazionale All Japan TV Game Championships, sponsorizzato dalla Sega, con 16 finalisti a Tokyo selezionati tra 300 campioni locali.
La Atari organizzò già nel 1980 negli USA un torneo nazionale di Space Invaders per Atari 2600 che attirò oltre 10 000 partecipanti. Dopo circa 6 mesi di eventi sparsi per la nazione si disputò la finale nella primavera del 1981 all'Università del Connecticut a Stamford.
Nel 1981 l'Atari fece organizzare a una società esterna un "campionato mondiale" dell'arcade Centipede a Chicago, ma fu un disastro con soli 138 partecipanti, che dovevano pagarsi tutte le spese. Nel 1982 organizzò un campionato mondiale di Pac-Man per Atari VCS, con fasi nazionali organizzate da varie sussidiarie di Atari nel mondo (Nordamerica esclusa) e finale a settembre a Parigi. Nel 1983 fu organizzato un campionato mondiale di Centipede per VCS, con fasi nazionali in vari paesi compresi gli USA, e con finale a settembre a Monaco.
Nel frattempo nel 1981 fu fondata l'associazione statunitense Twin Galaxies, con lo scopo di catalogare i record di punteggio. Nel 1982 l'associazione iniziò a organizzare eventi pubblici mediatici con gare di videogiochi, e nel gennaio 1983 si tenne la prima Olimpiade Nordamericana di Videogiochi, con un pentathlon di 5 giochi e copertura televisiva nazionale.
Dal 1983-1984 si iniziarono a presentare gare di giochi arcade al grande pubblico anche grazie a programmi televisivi regolari, come la trasmissione statunitense Starcade.
Nell'estate 1984 la Konami organizzò l'International Konami Track & Field Challenge, gara internazionale dell'arcade sportivo Track & Field con finali in Giappone, che solo negli USA richiamò oltre un milione di partecipanti alle selezioni tramite sale giochi ed esercizi sparsi per la nazione. Almeno fino al 2016 è rimasta la più numerosa competizione di videogiochi di tutti i tempi.
Negli anni '90 ci fu un'evoluzione. Già il Nintendo World Championship 1990 fu un evento molto rilevante negli USA. Una parte importante nella crescita degli sport elettronici, in quegli anni, la ebbero i picchiaduro a incontri e gli sparatutto in prima persona, che valorizzarono molto il vero multigiocatore competitivo simultaneo, grazie a capolavori come Street Fighter II e Doom, quest'ultimo dotato di gioco online.
Una vasta crescita del fenomeno si ebbe alla fine degli anni 1990, con l'introduzione di grandi competizioni sponsorizzate, trasmesse anche su canali televisivi. Il primo campionato internazionale professionistico è la Cyberathlete Professional League, fondata nel 1997.
Il torneo online di Quake Red Annihilation del 1997, con circa 2000 partecipanti, fu uno dei primi eventi di sport elettronici nell'accezione moderna, con squadre provenienti da tutti gli USA e spettatori che guardarono le finali su Internet.
Negli anni 2000 crebbe molto l'industria degli sport elettronici televisivi, con la Corea del Sud in testa. Qui le reti via cavo OnGameNet e MBCGame organizzavano competizioni di giochi come StarCraft e Warcraft III. Altri paesi seguirono, tra cui la Germania con GIGA Television, la Francia con Game One, il Regno Unito con Xleague.tv, gli USA con G4 e alcuni eventi su ESPN e CBS.
Fu un decennio di grandi avanzamenti in termini di ascolti, montepremi, collaborazioni, tornei e leghe professionistiche.
Il proliferare di competizioni con montepremi anche di cifre vicine ai 2 milioni di dollari ha portato alla creazione di leghe professionistiche in ogni paese del mondo e alla costituzione di squadre professionistiche. La crescente disponibilità di piattaforme multimediali in streaming online, particolarmente Twitch.tv, è diventata fondamentale per la crescita e la promozione dei concorsi di eSport.
Twitch.tv (fondata nel 2011) era inizialmente incentrata soltanto su videogiochi e sport elettronici, e nel 2012 aveva già raggiunto i 20 milioni di visitatori distinti mensili. Giochi come League of Legends divennero prominenti nelle competizioni seguite online negli anni '10.
Il maggior evento di Dota 2, The International, ha stabilito più volte il primato del più grande montepremi nella storia degli sport elettronici, da 18,4 milioni di dollari nel 2015 a 34,3 milioni nel 2019. Gli spettatori hanno contribuito direttamente acquistando i Dota 2 battle pass, il 25% del cui costo va al montepremi.
Secondo un rapporto di Deloitte Global, il settore eSport ha generato un fatturato di circa 400 milioni di dollari in tutto il mondo nel 2015 e le previsioni per il 2016 erano di 500 milioni, con un pubblico vicino ai 150 milioni di persone, tra regolari e occasionali.
Un'accurata analisi svolta da Newzoo, nel febbraio del 2017, indica che il fatturato totale raggiungerà 696 milioni di dollari entro il 2017 con un'alta probabilità di raggiungere un miliardo e mezzo entro il 2020, grazie al duplicarsi degli investimenti aziendali nel settore.
Negli anni 2020 vengono istituiti master universitari per la gestione economica degli sport elettronici.
Nel dicembre 2024 è stato annunciato che anche gli scacchi saranno presenti, tra i tanti giochi partecipanti, nella Esports World Cup (EWC) che si terrà dal 31 luglio al 3 agosto 2025 a Riyadh in Arabia Saudita. L'annuncio è stato dato dalla Esports World Cup Foundation (EWCF) in partnership con Chess.com, il più grande portale di scacchi online al mondo. 

## Prospettive olimpiche
Nel dicembre 2014 Rob Pardo, uno dei creatori di World of Warcraft, ha avanzato la proposta di far diventare gli sport elettronici una disciplina olimpica; Pardo ha basato la sua iniziativa sia sull'esercizio fisico richiesto ai giocatori competitivi di sport elettronici sia sul numero di spettatori e partecipanti ai vari tornei.
Nel 2017, a seguito della crescita esponenziale degli eSport nel mondo, si inizia a considerare la possibilità di vedere competizioni eSport come evento da medaglia per i Giochi estivi di Parigi del 2024. Il Comitato Olimpico Internazionale sarà tenuto a prendere una decisione finale dopo le Olimpiadi estive di Tokyo del 2020. Il co-presidente della Commissione, Tony Estanguet, ha espresso un forte interessamento innanzi la possibilità di vedere gli eSport tra i Giochi olimpici, soprattutto dato l'elevato numero di spettatori tra i millennial e le generazioni più giovani. Ad agosto 2018 Il CEO della Logitech, Bracken P. Darrell, ha affermato: "Penso che sia inevitabile. Penso che entreranno a far parte delle Olimpiadi [...] Farò un'altra predizione [...] credo che sarà lo sport più grande del mondo". Una possibilità smorzata pochi mesi dopo dal DOSB, il Comitato Olimpico Tedesco: il presidente Thomas Bach ha sottolineato che i Giochi olimpici non prenderebbero mai in considerazione uno sport/gioco che promuove violenza e discriminazione. Anzi, la DOSB ha anche dichiarato che gli eSport non possono nemmeno essere considerati un'attività sportiva; non dovrebbero nemmeno chiamarsi eSport ma piuttosto eGaming.

## In Italia

Lo stand della Atari con le selezioni del suo campionato italiano, al SIM-HiFi-IVES di giugno 1983

Nel 1983 la Magnum ha organizzato quello che, secondo il Corriere di Romagna, sarebbe il primo campionato italiano di videogiochi, con Philips come sponsor e Sorrisi e Canzoni TV come media partner. Il campionato si è svolto nelle principali discoteche italiane utilizzando 12 postazioni di gioco con la consolle Videopac e con Cannibal come gioco predefinito.
A giugno 1983 l'Atari, che aveva recentemente stabilito una presenza diretta in Italia, avviò il proprio campionato nazionale all'interno del SIM Hi-Fi IVES (Salone Internazionale della Musica, a Milano), allora un'importante mostra del settore video e hi-fi. Il campionato sarebbe proseguito per tutta l'estate con pulmini itineranti, basandosi su gare di Centipede su Atari 2600.
Storicamente Videogiochi, la prima rivista italiana del settore, dedicava ampio spazio alle gare di videogiochi, sia da sala giochi sia da sistemi casalinghi. Già dal numero 2 (febbraio 1983) si invitavano i lettori a inviare alla redazione fotografie degli schermi, per testimoniare il punteggio record che si era riusciti a raggiungere in un qualsiasi videogioco noto. La rivista pubblicava classifiche nazionali e a volte assegnava premi ai giocatori. Questo portò alla fondazione dell'AIVA, l'Associazione Italiana Video Atletica, che aveva tra i suoi obiettivi anche la selezione dei migliori giocatori italiani. Dal giugno 1984 la rivista pubblicò anche Videocampioni, una rubrica con articoli dedicati ai migliori videogiocatori italiani del momento.

Svolgimento della finale del 1º Campionato Italiano di Video Atletica

L'AIVA venne costituita a Milano il 16 febbraio 1984, per iniziativa di redattori e collaboratori di Videogiochi e altri appassionati, con l'intento principale di dare alle gare videoludiche italiane regolamenti e autorevolezza come per una disciplina sportiva; dal marzo 1984 l'associazione curò direttamente la rubrica della rivista dedicata a gare e record. L'AIVA organizzò il primo "Campionato Italiano di Video Atletica", la cui finale si svolse all'interno del SIM-HiFi-IVES a settembre 1985. I concorrenti si sfidarono tutti su cinque videogiochi arcade di nuova produzione, e i primi cinque classificati formarono un primo abbozzo di squadra nazionale. Nonostante altri sforzi promozionali, tra cui la nomina di Renzo Arbore a presidente onorario, l'AIVA si sciolse dopo pochi anni (Videogiochi smise di pubblicarne le graduatorie, pur continuando a occuparsi di altre gare, con il passaggio al formato Videogiochi News a ottobre 1986) a causa dello scarso successo, e rimase per diverso tempo l'unico tentativo serio di dare dignità sportiva ai videogiochi in Italia.
Nel 2001 l'Italia partecipa alla seconda edizione dei World Cyber Games a Seul ottenendo tre medaglie d'argento.
Nel 2003 Nicola Geretti vince la prima medaglia d'oro nella storia italiana nei World Cyber Games su Unreal Tournament 2003.
Dal 2005 ESL Italia organizza le ESL Pro Series e iniziative e tornei a supporto della crescita degli sport elettronici in Italia.
Nel 2007 nasce Personal Gamer che dal 2016 prenderà il nome di PG Esports.
Dal 2014 è Giochi Elettronici Competitivi, settore sportivo di ASI ed ente riconosciuto dal CONI, a occuparsi della regolamentazione degli sport elettronici riguardo all'organizzazione di tornei e all'assistenza alle associazioni sportive dilettantistiche. Il primo campionato italiano organizzato da GEC, una gara di League of Legends, si è svolto nel 2016 alla fiera Romics.
Il 1º maggio 2015 apre a Torino il primo eSports bar, un locale dedicato a videogiochi e videogiocatori professionisti e amatoriali.
Nel dicembre 2015 viene fondata Italian e-Sports Association. Nell'aprile 2016 Italian e-Sports Association dà vita all'area dedicata al gaming competitivo dal nome Sport Elettronici grazie all’accordo con l’Ente di Promozione Sportiva – Movimento Sportivo Popolare Italia riconosciuto dal Comitato Olimpico Nazionale Italiano (CONI). Nel mese di settembre 2016, ITeSPA, riceve il riconoscimento quale membro da parte dell’International eSports Federation, nel quale rappresenta l’Italia.
Nel 2016 la nazionale italiana Personal Gamer partecipa all'8° eSports World Championship organizzato a Jakarta dall'International e-Sports Federation conquistando un quarto posto su League of legends.
Dal 2016 l'Italia partecipa ogni anno all'eSports World Championship organizzato dall'International e-Sports Federation grazie al lavoro di Italian e-Sports Association.
A partire dal 2016 nasce il Trofeo Motor Show, organizzato da Expo TV, che dal 2017 diventa itinerante e con la fase finale che si tiene alla fiera di Bologna durante il Motor Show. Il gioco consiste in una prova cronometrata sul circuito di Monza con la Ferrari F430. Il torneo porta il vincitore di ogni tappa a pilotare realmente la F430 in pista. Il premio per il vincitore del torneo è una vettura.
Nel 2016 ESL Italia organizza l'Italian Esport Open e l'ESL Vodafone Championship.
A fine 2017 nasce il PG Nats organizzata da PG Esports divisa in tornei stagionali su League of Legends.
Nel febbraio del 2018 la Federazione Italiana Taekwondo è stata la prima federazione ufficiale dello sport italiano a riconoscere gli sport elettronici come una vera e propria attività sportiva.
Nel 2018 ESL Italia organizza l'ESL Vodafone Championship (EVC), ESL Arena, Eurocup, Redbull M.E.O. Powered by ESL e nel 2019 l'Eurocup di Brawl Stars.
Nel luglio del 2018 nasce l'Associazione Italiana Caster.
Nel 2018, il Rapporto Italia redatto dall'Eurispes sancisce come anche in Italia il fenomeno degli eSport sia un settore decisamente in crescita: il mercato viene valutato attorno ai 14 milioni di euro.
Dal 2019, in Italia è diventato possibile a tutti gli abbonati di Sky Italia seguire gli eventi in diretta sul canale GINX eSports TV. Si tratta di un canale interamente dedicato agli eventi eSports.
In data 19 febbraio 2020, all'interno del Comitato Promotore E-Sports Italia, nasce il Centro Studi che comprende Eurispes e quattro Università: Università Roma 2 Tor Vergata, Luiss, Link Campus, Università Roma 4 Foro Italico.
Il 7 maggio 2020 nasce la Federazione Italiana Discipline Elettroniche da un accordo tra Giochi Elettronici Competitivi (GEC) e Italian e-Sports Association (ITeSPA). La FIDE (Federazione Italiana Discipline Sportive) può contare sull’appoggio e il riconoscimento internazionale diretto e indiretto di: International e-Sports Federation (IeSF), Esports Europe e International Sport Network Organization (ISNO).
In data 22 maggio 2020 il Presidente del CONI Giovanni Malagò dà incarico a Michele Barbone del Comitato Promotore E-Sports Italia affinché proceda a sviluppare le attività necessarie a portare al riconoscimento della Disciplina Sportiva degli E-Sports. L'incarico non è di supervisione ma una delega per creare, sotto la sua guida, il nuovo soggetto che dovrà rispettare i requisiti necessari per il riconoscimento ai fini sportivi..
Il 10 ottobre 2023 è stato presentato dall'Osservatorio Italiano Esports alla Camera dei Deputati il primo White Paper sugli Esports e il Gaming in Italia. Nel documento sono contenute le analisi di oltre 70 operatori del settore, per proporre come migliorare e far crescere gli Esports in Italia attraverso dieci proposte ai deputati su sette tematiche, quali Regolamentazione, Professioni Esportive, Industria Esports, Inclusività e Sostenibilità, Promozione della cultura del gaming, Nuove tecnologie e Sostegno agli sviluppatori italiani. Con il White Paper per la prima volta le richieste degli operatori sono arrivate direttamente in Parlamento.